# Франциско Еспоз Мина
Франсиско Мина (17. јун 1781 – 24. децембар 1836) је био шпански генерал.

## Биографија
Рођен је у Ибаргоитију у Навари. Отац му се звао Хуан Естебан Еспоз Мина, а мајка Марија Тереза Ардаиз. Као сељак добровољац, борио се 1808. године у Наполеоновим ратовима против Француза који су окупирали земљу. Најпре је ратовао у саставу војске коју је предводио његов нећак Мартин Хавиер Мина. Брзо се истакао у герилском рату па је 1810. године био на челу герилског одреда од 15.000 људи у Арагону и Навари. Преузео је место свога нећака кога су Французи заробили. Први успех Мине као команданта је освајање Естеле. Влада у Кадизу је 7. септембра 1812. године дала Мини чин врховног команданта Горњег Арагона, на десној обали Ебра. Тамо је Мина водио 143 акција, мањих и већих, освојио 13 тврђава и заробио 14.000 људи. Следеће две године служио је британског војводу од Велингтона.
Веран својим либералним начелима, након рестаурације Бурбона (1814) до смрти Фердинанда VII (1833) живи у емиграцији. После повратка у земљу, вођа је либерала против карлиста. Умро је у Барселони 24. септембра 1836. године.